# Pedronet de la Mare de Déu dels Cingles
El Pedronet de la Mare de Déu dels Cingles és una imatge de Tavèrnoles (Osona) inclosa a l'Inventari del Patrimoni Arquitectònic de Catalunya.

## Descripció
Pedronet situat a la punta del cingle de gres vermell que mira cap al sud, conegut popularment com a "Cingle de la minyona".
Té un basament de planta quadrada (1 x 1 m), és de forma atalussada i està cobert per una llosa. Al damunt hi ha un recinte protegit per unes reixes de ferro forjat i vidre, a l'interior s'ubica una imatge de la verge que descansa sobre uns núvols i aguanta l'Infant amb el braç esquerre. Té el puny dret clos i va embolcallada amb un mantell de pecs curvilinis.
A sobre hi ha una altra llosa coberta amb un teuladet piramidal coronat per un penell de ferro forjat.
Els materials constructius són, pel suport, gres vermell unit amb morter de calç i per la verge, alabastre. Les reixes són de ferro forjat i vidre. L'estat de conservació és bo.

## Història
Pedronet situat a la punta del cingle, a frec del precipici, des d'on es divisa una bonica i feréstega panoràmica. El poble conta la següent llegenda sobre aquest indret: la muntanya es coneix pel "salt de la minyona" perquè un dia la noia del cingle, tot anant a missa, va sentir el darrer toc de campanes i l'església encara era lluny i tenia por d'arribar-hi tard; volent atendre la devoció va saltar daltabaix del cingle, però no es va fer mal. Quan ho contà a la gent de les rodalies no la cregueren i un altre dia ho va voler repetir i hi va perdre la vida. Hi ha altres versions de la mateixa llegenda però totes fan referència a les obligacions cristianes.